# شهرستان پلاسر (کالیفرنیا)
شهرستان پلاسر (به انگلیسی: Placer County) نام یک شهرستان در ایالت کالیفرنیا در آمریکا است.
بخشداری آن آوبرن می‌باشد.